# 鄭封
鄭封（？—1647年），字大埜（大野），河南開封府祥符縣人，明朝、南明政治人物。

## 生平
天啓四年（1624年）甲子科鄉試第三十三名舉人，崇禎七年（1634年）甲戌科進士，吏部觀政，十年授行人司行人，十二年因父喪歸鄉守孝三年，杜門謝客。服喪後，十四年起補原官職；聽從母親就選行人，十五年考选山東道監察御史，母親去世後離職。李自成攻打開封，他向高名衡上表守城計策，多次猜中敵軍行動；又跟隨周王朱恭枵守城，於風雪中連續二十日不換衣服。崇禎十六年（1643年），朝廷起用鄭封為江西道御史，巡視北城。之後外任廣西巡按御史，妻子留在北京。北京城失陷，他們都投御河而死。
隆武帝即位，鄭封出任山東道御史，靖江王朱亨嘉謀反，劫持他勸進登基，他不答允；到永曆帝繼位時改官通政使。永曆元年（1647年）永曆帝到達平樂，鄭封走入博白山出家為僧，法名鐵船，得知皇帝將東行，就和田芳在梧州等待，不久瘴病爆發，二人都暴斃，葬在長老寨。他的兒子鄭庚錫抱著他的屍體痛哭而死。

## 引用
1. 1 2  錢海岳《南明史·卷五十八·列傳第三十四》：鄭封，字大埜，祥符人。崇禎七年進士。父憂歸，泣血三年，謝絕賓客。服闋，不補官；以母命就選行人。母歿不仕。李自成攻開封，上城守策高名衡，多奇中。從周王恭枵守城，於風雪中衣不解帶者二十日。十六年，起江西道御史，巡視北城。出按廣西，妻子留北京。城陷，一家入御河死。
2. ↑  《崇祯七年甲戌科进士三代履历便览》：郑封，曾祖河，祖栗，父曜。大野，书三房，丙午年八月初八日生，开封府祥符县人，甲子乡试三十三名，会一百九十一名，三甲二百三十八名，吏部观政，丁丑授行人，己卯丁忧，辛巳起原官，壬午考选山東道御史。
3. ↑  錢海岳《南明史·卷五十八·列傳第三十四》：紹宗立，起山東道。靖江王亨嘉反，劫勸進，不應。昭宗即位，遷通政使。及幸平樂，走博白山中為僧，名鐵船。已聞車駕將東，與田芳待於梧州。一夕瘴發，皆暴卒，葬長老寨。子庚錫，抱屍痛哭死。